# R.A.D.O.S.T.
R.A.D.O.S.T. je nadcházející deváté studiové album české skupiny Lucie, které vyjde během roku 2025. Kapela prozradila název alba na podzim 2024. Jde o první album kapely se zpěvákem Viktorem Dykem a bubeníkem Štěpánem Smetáčkem.
Na produkci se podílí Robert Kodym a Michal Dvořák s pomocí dánského zvukového inženýra Jacoba Hansena, který produkuje alba známých evropských metalových skupin (např.: Amaranthe, Volbeat, Epica, Evergrey, Primal Fear a Pretty Maids). V březnu 2025 skupina vydala dvojsingl z budoucího alba "Marie" a "Krása a zázrak a tajemství". Na albu se podíleli hosté například Marta Jandová, Lenny, kytarista Petr Janda a děti členů kapely.

## Obsazení

#### Lucie
- Viktor Dyk – zpěv
- Robert Kodym – kytary, zpěv
- P.B. CH. – baskytara
- Michal Dvořák – klávesy, doprovodný zpěv

#### Hosté
- Štěpán Smetáček – bicí
- Lenny – doprovodný zpěv (1)
- Petr Janda – sólová kytara (2)
- Marta Jandová – doprovodný zpěv (2)
- Amélie Anna Kodymová – doprovodný zpěv (1)
- František Dvořák – doprovodný zpěv (1)
- Rozálie Chovancová – doprovodný zpěv (1)